# Fabián Cesaro
Fabián Andrés Cesaro (San Isidro, Buenos Aires, Argentina, 7 de mayo de 1973) es un ex-futbolista argentino, que jugaba como centrocampista defensivo.

## Clubes
| Club                 | País      | Año       |
| -------------------- | --------- | --------- |
| Progreso             | Uruguay   | 1994      |
| Cerrito              | Uruguay   | 1995      |
| Liverpool            | Uruguay   | 1996-1999 |
| Peñarol              | Uruguay   | 2000-2001 |
| Tianjin Teda         | China     | 2002      |
| Peñarol              | Uruguay   | 2003      |
| Atlético Rafaela     | Argentina | 2003-2004 |
| Peñarol              | Uruguay   | 2004-2005 |
| Atlético Rafaela     | Argentina | 2007-2008 |
| Nueva Chicago        | Argentina | 2008-2009 |
| Atenas de San Carlos | Uruguay   | 2009-2011 |

## Títulos
| Título              | Club    | País    | Año  |
| ------------------- | ------- | ------- | ---- |
| Campeonato Uruguayo | Peñarol | Uruguay | 2003 |